# نكرح
نَكْرَح (بخط المسند: ) كان هو الإله الوصي على مملكة معين في جنوب الجزيرة العربية.، ويبدو أنه كان الإله القومي للملكة في القرن الثامن قبل الميلاد،  يقع مكان عبادة الإله اليوم في منطقة الجوف شمال اليمن. بالقرب من قرناو القديمة (حالياً: مَعين)، حول تلة "دَرْب الصَبِي". ويوجد في براقش عدة معابد مقامة تكريماً للإله نكرح.

### الرمزية
افترض أدولف جرومان أن نكرح كانت إلهة مؤنثة تمثل الشمس في مملكة معين بجانب إله القمر إلمقه، وكوكب الزهرة عثتر. ويخالفه جاك ريكمانز ومولر الذان وجدا في نكرح إله مذكراً. من المحتمل أن نكرح هو إله الشمس. على الرغم من أن آلهة الشمس في ممالك جنوب الجزيرة الأخرى كانت مؤنثة. من الناحية الوظيفية، كان معبده ملجأً للمرضى والنساء اللائي كن على وشك الولادة أو اللائي فقدن أطفالهن. وبناءً على أوامر الوحي، اعترف المذنبون بخطاياهم التي يمكن أن تكون سببًا لمرضهم.

## فهرس
- Jacques Ryckmans: Die Altsüdarabische Religion. In: Werner Daum (Hrsg.): Jemen. Umschau, Frankfurt am Main, (ردمك 3-7016-2251-5), S. 111–115.